# AMC Matador
Az AMC Matador az American Motors Corporation középkategóriás autója volt.
Az új középkategóriás AMC Matador 1971-ben váltotta fel a Rebelt, amit a névváltás miatt az AMC egy új kampánnyal vezetett a piacra. 1974-től kezdődően az AMC Matator szedán és kombi változatát is felfrissítettek egy új, szögletesebb orr-résszel. Az elavult kétajtós AMC Matadort, amit flying brick - azaz repülő tégla - néven is emlegetnek a rossz légellenállása miatt, egy finomabb vonalvezetésű és jelentősen áttervezett kétajtós kupéval cseréltek le. A befektetés nem térült meg 5 év alatt kevesebb mint 100 000 eladott autóval. 1975 után a kombi és a szedán a megszűnt Ambassador helyére lépett a modellalapokban, mint az AMC zászlóshajója.

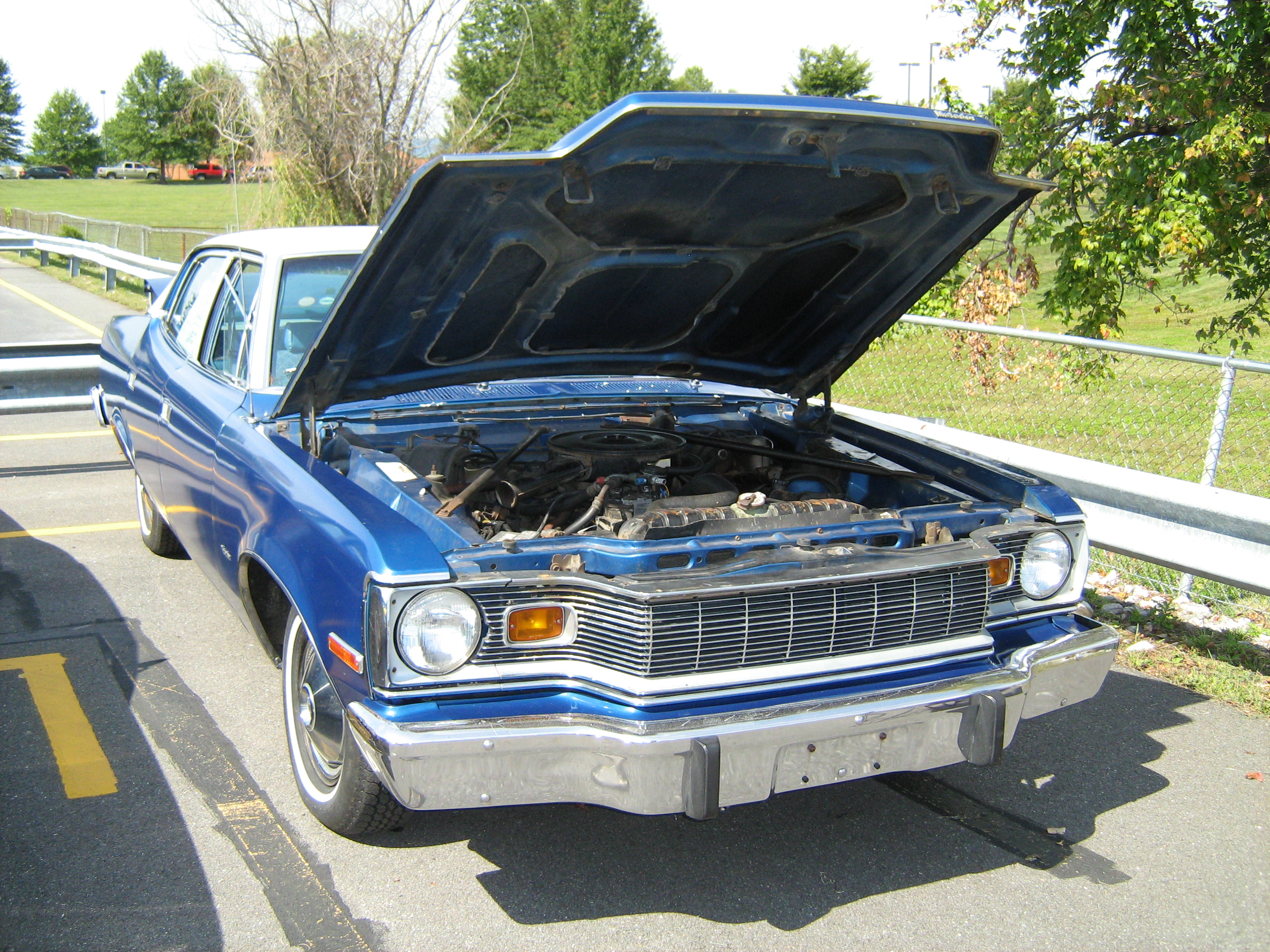
Az 1975-ös AMC Matador szedán kék.

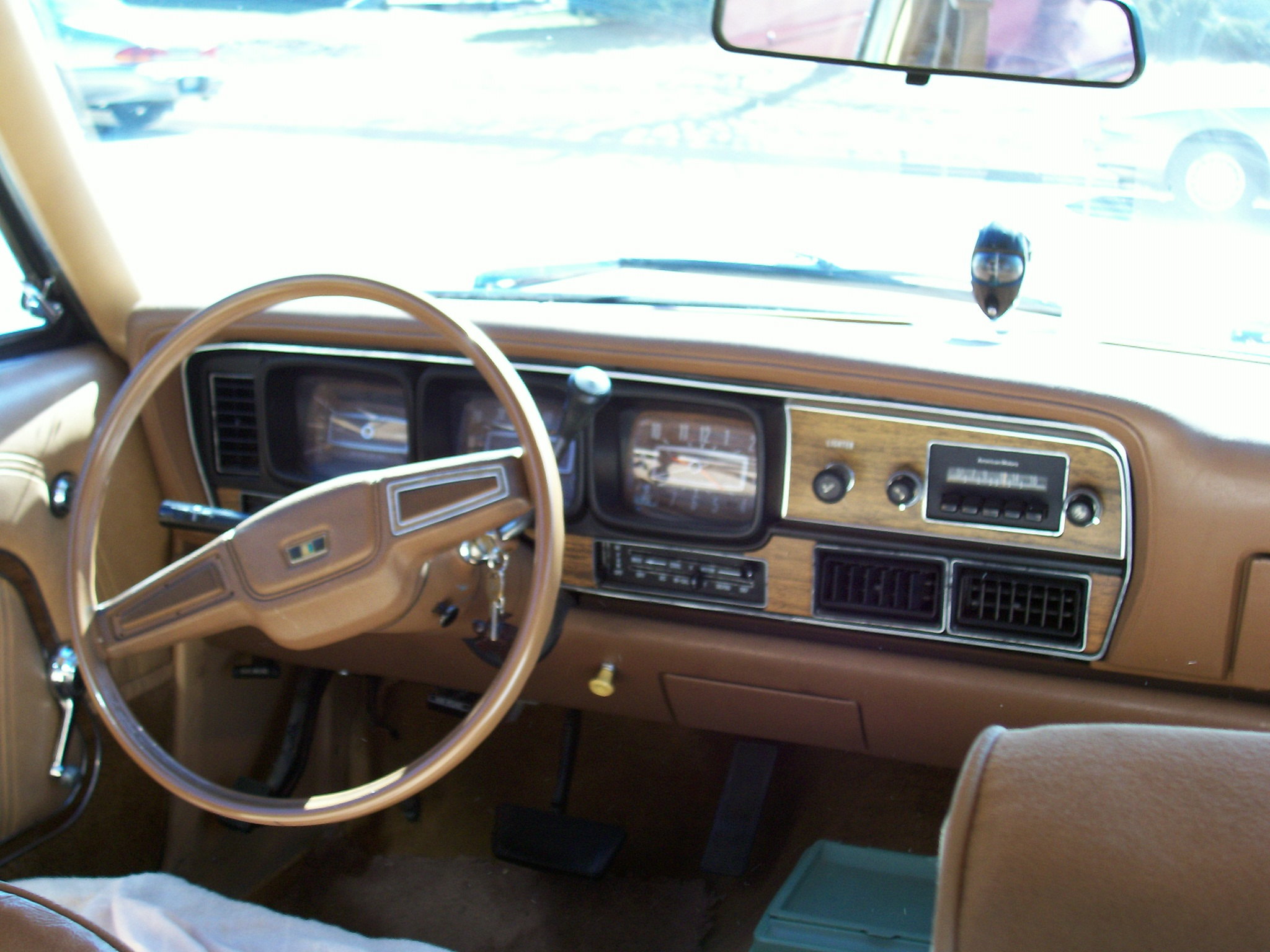
Az AMC Matador belsőmodellje